# اتومبیل‌دزدی بزرگ (فیلم)
اتومبیل‌دزدی بزرگ (انگلیسی: Grand Theft Auto) فیلمی در ژانر کمدی رمانتیک و جنایی به کارگردانی ران هاوارد است که در سال ۱۹۷۷ منتشر شد.

## خلاصه فیلم
دختری ثروتمند خودروی پدرش را ربوده و به لاس وگاس می‌رود تا با مرد مورد علاقه‌اش ازدواج کند. اما پدر و مادر عصبانی، یک خواستگار حسود و چند جایزه بگیر در تلاش هستند او را متوقف کنند...

## بازیگران
- نانسی مورگان در نقش پاولا پاورز
- ران هاوارد در نقش سام فریمن
- ماریون روس در نقش ویویان هگورث
- رنس هاوارد در نقش ند اسلینکر
- بابز واتسون